# Bruine sikkeluil
De bruine sikkeluil (Laspeyria flexula) is een nachtvlinder uit de familie van de spinneruilen (Erebidae). De voorvleugellengte bedraagt tussen de 13 en 15 millimeter. De soort komt verspreid over het Palearctisch gebied voor. Hij overwintert als pop.

## Waardplanten
De bruine sikkeluil heeft wilg en ratelpopulier als waardplanten.

## Voorkomen in Nederland en België
De bruine sikkeluil is in Nederland een zeldzame en in België een zeer zeldzame soort, die verspreid over het hele gebied kan worden gezien. Het aantal meldingen neemt in beide landen af. De vlinder kent één generatie die vliegt van halverwege mei tot en met juni.